# Rafał Kołłątaj
Rafał Kołłątaj herbu Kotwica (ur. przed 1750, zm. 1833) – od 1772 starosta trześniewski. 

## Życiorys
Był synem podstolego mścisławskiego Antoniego Andrzeja, starszym bratem Hugona. W 1783 otrzymał rangę rotmistrza kawalerii narodowej.
29 kwietnia 1791 przyjął obywatelstwo miejskie w ratuszu Starej Warszawy. Był członkiem Zgromadzenia Przyjaciół Konstytucji Rządowej.  Wraz z bratem Hugonem nocą z 24 na 25 lipca 1792 wyjechał z Warszawy na emigrację do Saksonii. Następnie był emisariuszem swego brata w Polsce. We wrześniu 1793 przyjechał do Polski wraz z Tadeuszem Kościuszką i Józefem Zajączkiem. Z polecenia Tadeusza Kościuszki sprawdzał stan przygotowań do powstania w Kieleckiem. Był członkiem Sądu Kryminalnego Wojskowego w czasie insurekcji kościuszkowskiej. 
Właściciel dóbr i pałacu w Wiśniowej do 1803, gdy sprzedał je swojemu bratankowi, Eustachemu Kołłątajowi. Żonaty od 1772 z Józefą Grabińską, bogatą wdową po kasztelanie lubelskim Karolu Tarle. Miał córkę Marię, dla której w 1808 w Wydziale Stanów Galicyjskich we Lwowie wnioskował o przyznanie szlachectwa (nosiła wtedy nazwisko pierwszego męża Wężyk). Po ojcu odziedziczyła dwór w Trześniowie.